# Mauser
Mauser este un producător german de arme de foc (puști cu repetiție și pistoale semi-automate) începând din anii 1870. Armele Mauser au fost fabricate pentru forțele armate germane. Începând de la sfârșitul secolului al XIX-lea și începutul secolului al XX-lea, modelele militare Mauser au fost, de asemenea, exportate și produse sub licență în mai multe țări, devenind arme de foc populare.
Mauser a continuat să producă puști de tir și de vânătoare în secolul al XX-lea. În 1995 compania a devenit o filială a Rheinmetall, fiind denumită Mauser-Werke Oberndorf Waffensysteme GmbH, înainte de a fi achiziționată de Lüke & Ortmeier Group în anul 2000.
O divizie a companiei originale, Mauser Jagdwaffen GmbH, s-a desprins și a fost vândută în anul 2000 către Luke & Ortmeier Grup. Mauser Jagdwaffen continuă să producă puști cu repetiție în calitate de subsidiară a SIG Sauer. Alte companii au continuat să producă periodic  arme de foc sub licența Mauser.

## Galerie

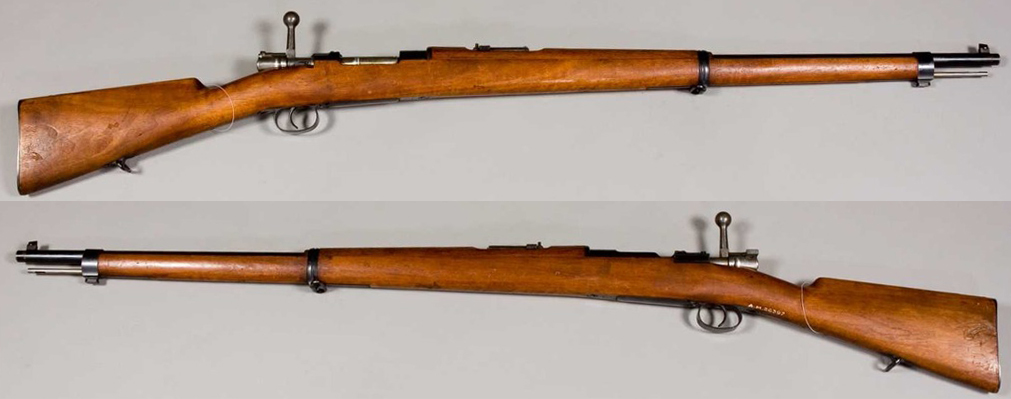
Mauser M1899 din Muzeul Armatei Suedeze
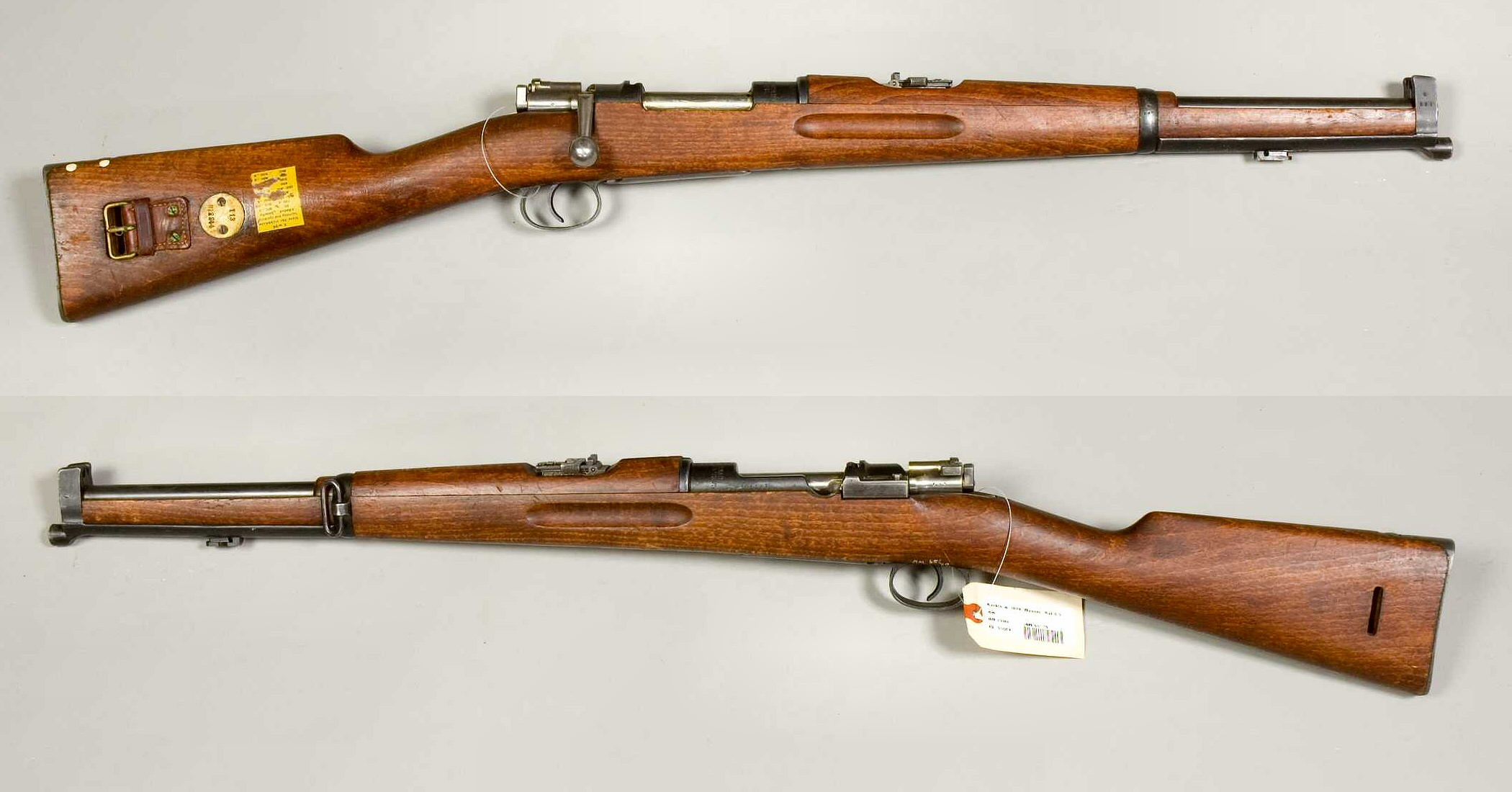
Carabină suedeză model 1894
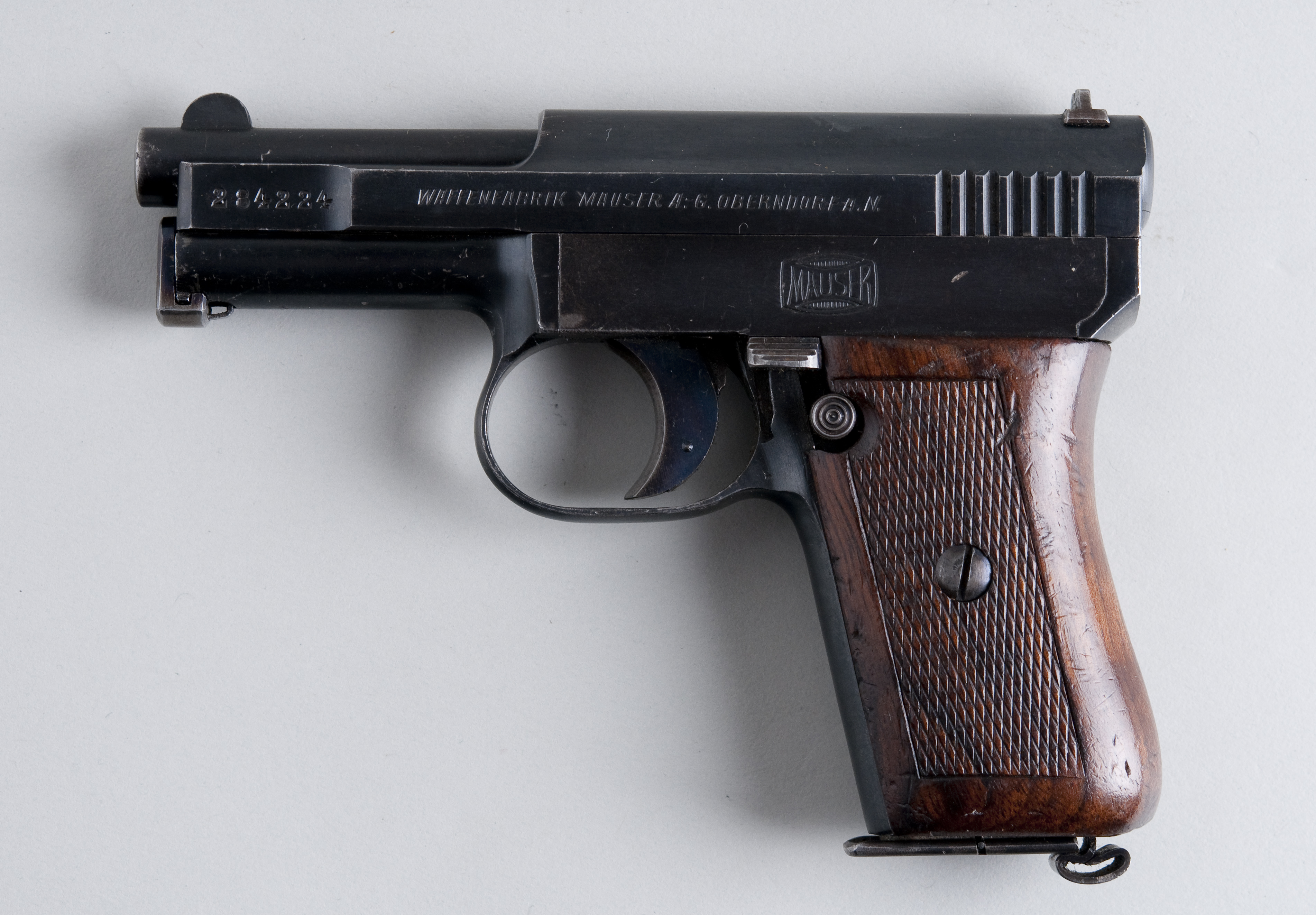
Mauser 1910
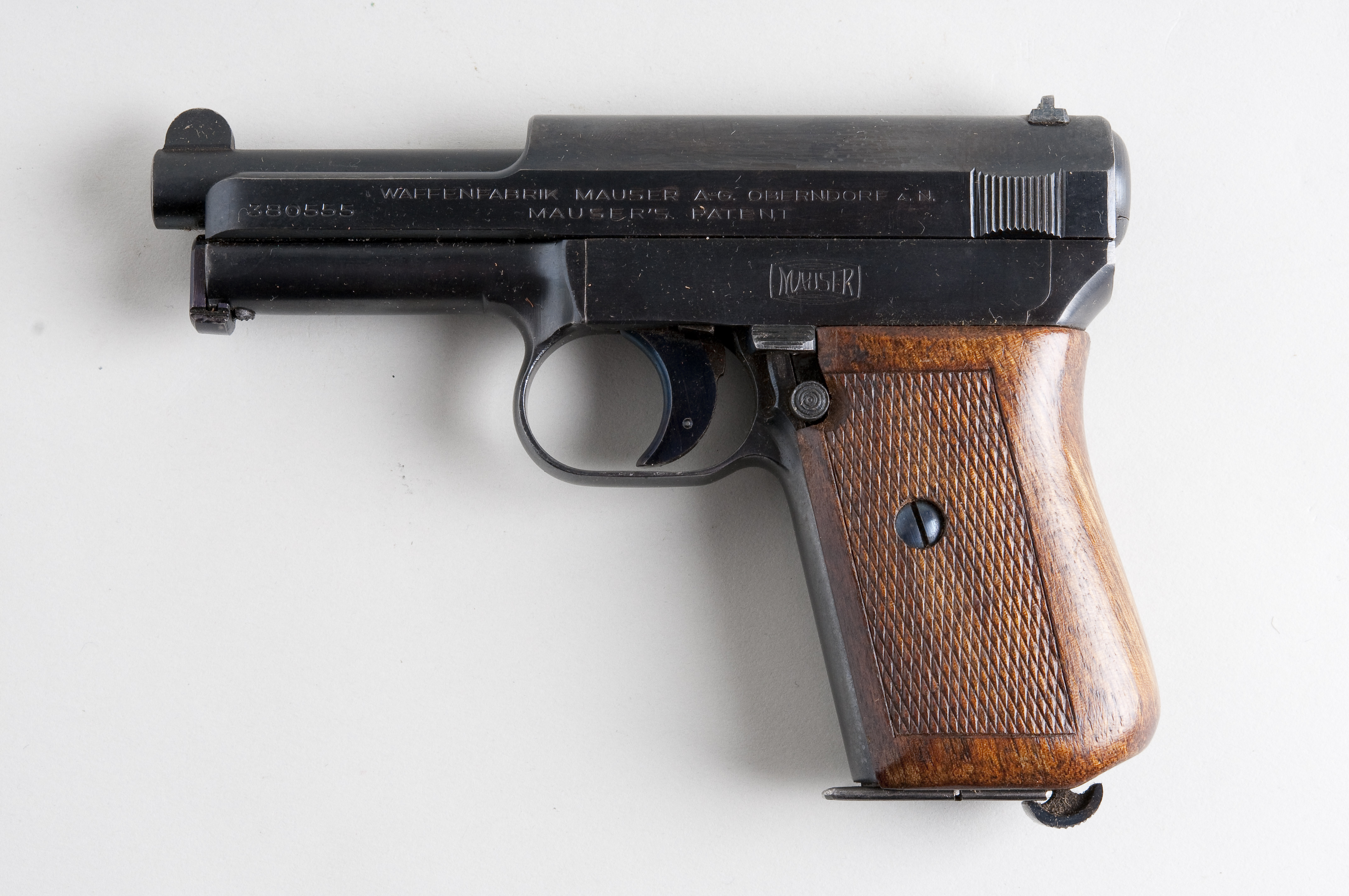
Mauser 1914